# Lajes do Pico
Lajes do Pico là một huyện thuộc Vùng tự trị Açores, Bồ Đào Nha. Huyện này có diện tích 155 km², dân số thời điểm năm 2001 là 5041 người.